# مولتونبورو (نيوهامشير)
مولتونبورو (بالإنجليزية: Moultonborough, New Hampshire)‏ هي بلدة أمريكية تقع في الولايات المتحدة في Carroll County. يقدر عدد سكانها بـ 4,044 نسمة ومساحتها 193.2 كم2 وترتفع عن سطح البحر 186 متر.

## أعلام
- فولفغانغ موسر